# قشلاق حاج حیدرگل احمد
قشلاق حاج حیدرگل احمد یک روستا در ایران است که در استان اردبیل واقع شده‌است. قشلاق حاج حیدرگل احمد ۴۰۰ نفر جمعیت دارد.